# Monique Riley
Monique Riley (Sídney, 23 de noviembre de 1995) es una modelo y actriz australiana, ganadora del concurso Miss Universo Australia 2022.

## Biografía
Riley nació en Sídney y es originaria de Queensland. Trabaja como asistente ejecutiva y es licenciada en Industrias Creativas por la Universidad de Tecnología de Queensland, en Brisbane. A continuación, se presentó a una audición en el Instituto Nacional de Arte Dramático de Sídney (Nueva Gales del Sur).
En medio de la pandemia de coronavirus, que comenzó en 2020, trabajó a tiempo parcial como modelo y actriz en Sídney, al tiempo que ejercía de asistente ejecutiva para ayudar a dirigir la empresa de construcción de su socio.

## Concursos de belleza
El 9 de septiembre de 2022, Riley compitió con otras 36 concursantes en Miss Universo Australia 2022 en Warner Bros. Movie World en Gold Coast (Queensland). En el concurso, Riley se clasificó en el Top 10 y posteriormente en el Top 5, antes de ser anunciada como ganadora del concurso y ser sustituida por Daria Varlamova.
Riley representó a Australia en Miss Universo 2022, donde terminó en el Top 16 de cuartofinalistas.